# Corona de Fiume
La Corona de Fiume (italià: corona Fiumana, abreujat Cor. o FIUK) es va introduir a l'Estat Lliure de Fiume el 18 d'abril de 1919 per la estampació de les anteriors notes de la corona austrohungaresa del Consell nacional italià de Fiume que exercia efectivament el poder a la ciutat. Després de l'ocupació dannunciana al setembre de 1919, es va segellar una nova sèrie de notes en nom de l'Istituto di credito del Consiglio Nazionale amb un decret del 6 d'octubre de 1919. La corona de Fiume era la moneda oficial de la ciutat de Fiume fins al 26 de setembre de 1920 quan, pel decret del general Amantea, comandant de les tropes italianes a Fiume, es va introduir la lira italiana com la nova moneda oficial.
La moneda continuava circulant fins a l'annexió de la ciutat a Itàlia el febrer de 1924. El Reial decret n. 235 del 24 de febrer de 1924 va establir la data de conversió definitiva el 30 d'abril de 1924 a 0,40 lires italianes per una Corona de Fiume.

## Tipus de canvi
El novembre de 1919, una corona de Fiume valia 3 corones sèrbies, croates i eslovenes o 0,40 lires italianes. No obstant això, al mercat negre, 1 Corona de Fiume es va vendre per 0,21 lires.